# 鈴木英寿
鈴木 英寿（すずき ひでとし、1924年1月1日 - 2002年3月20日）は、日本の経営学者。早稲田大学名誉教授。ドイツ経営学が専門。

## 生涯
東京出身。早稲田大学商学部卒。1966年「経営学の方法 西ドイツ経営学を中心として」で商学博士。早稲田大学商学部助教授、教授を務め、1994年定年、名誉教授となった。2000年、勲三等旭日中綬章受章。

## 著書
- 『ドイツ経営学の方法』森山書店 経営学叢書 1959
- 『現代ドイツ経営学の方法』森山書店 1993

### 共編著
- 『経営学講義』編 青林書院新社 1973
- 『経営学説』編著 同文館出版 経営学シリーズ 1976
- 『経営学総論』編著 成文堂 商業学・経営学シリーズ 1977
- 『現代ドイツ経営学説』中村常次郎・小島三郎共編 同文館出版 1980
- 『経営学の国際的系譜』編 成文堂 1984

### 翻訳
- ラルフ・ダーレンドルフ『産業社会学』池内信行共訳 千倉書房 1961
- A.モックスター『経営経済学の基本問題』池内信行共訳 森山書店 1967
- ハロルド・クーンツ編『経営の統一理論』ダイヤモンド社 1968
- ヨハネス・ビドリングマイアー『企業の目標と戦略』二神恭一,小林俊治共訳 丸善 1971
- H.カインホルスト『経営経済学と価値判断』成文堂 商業学・経営学翻訳選書 1979
- K.シュミーレビッチ『経済科学方法論』坂野友昭共訳 成文堂 商業学・経営学翻訳選書 1984

### 記念論文集
- 『現代ドイツ経営学研究』鈴木英寿先生古希記念事業会編 森山書店 1994

## 論文
- <鈴木英寿